# Ciocolatier

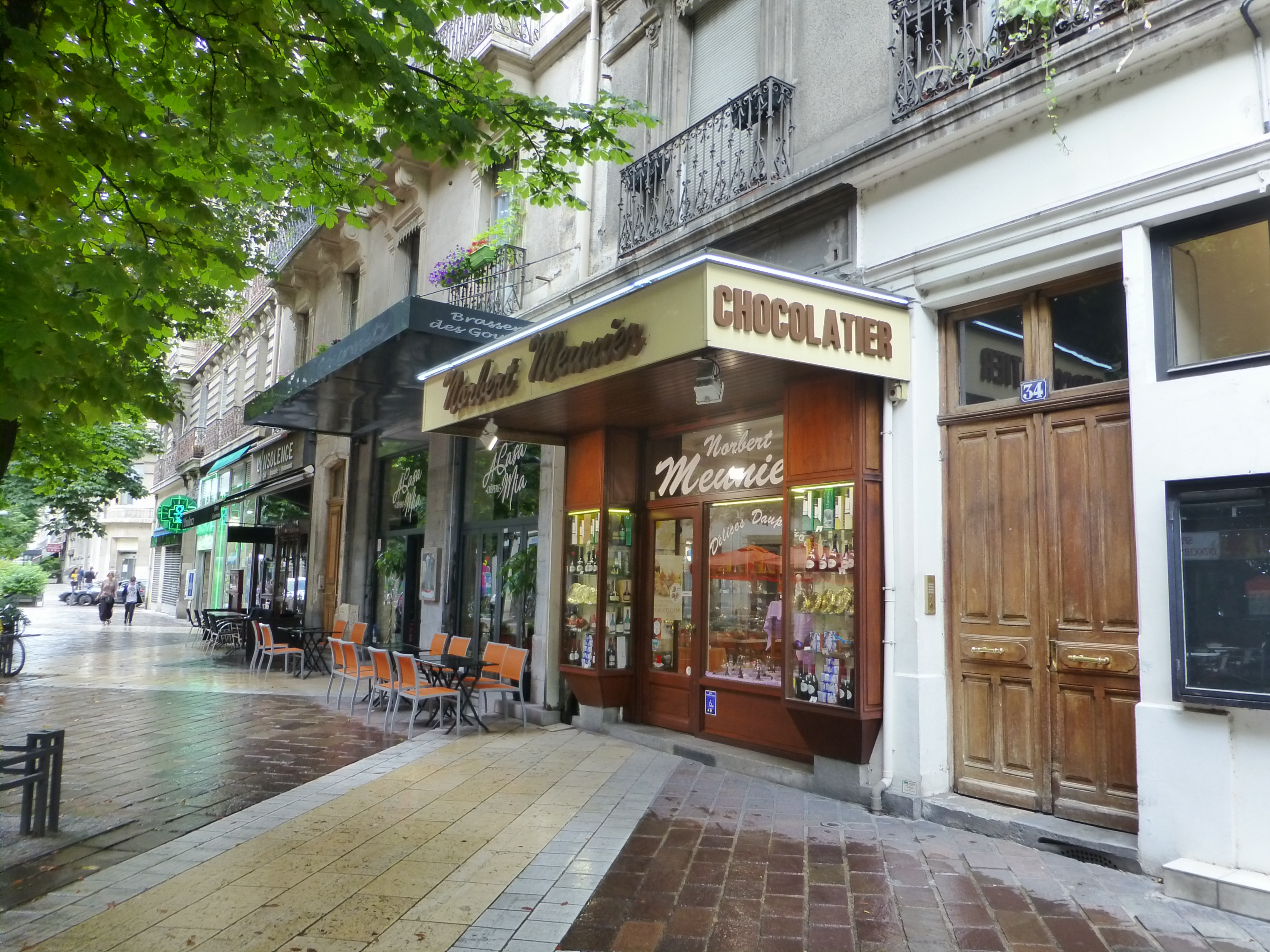
Ciocolatier în Grenoble, Franța

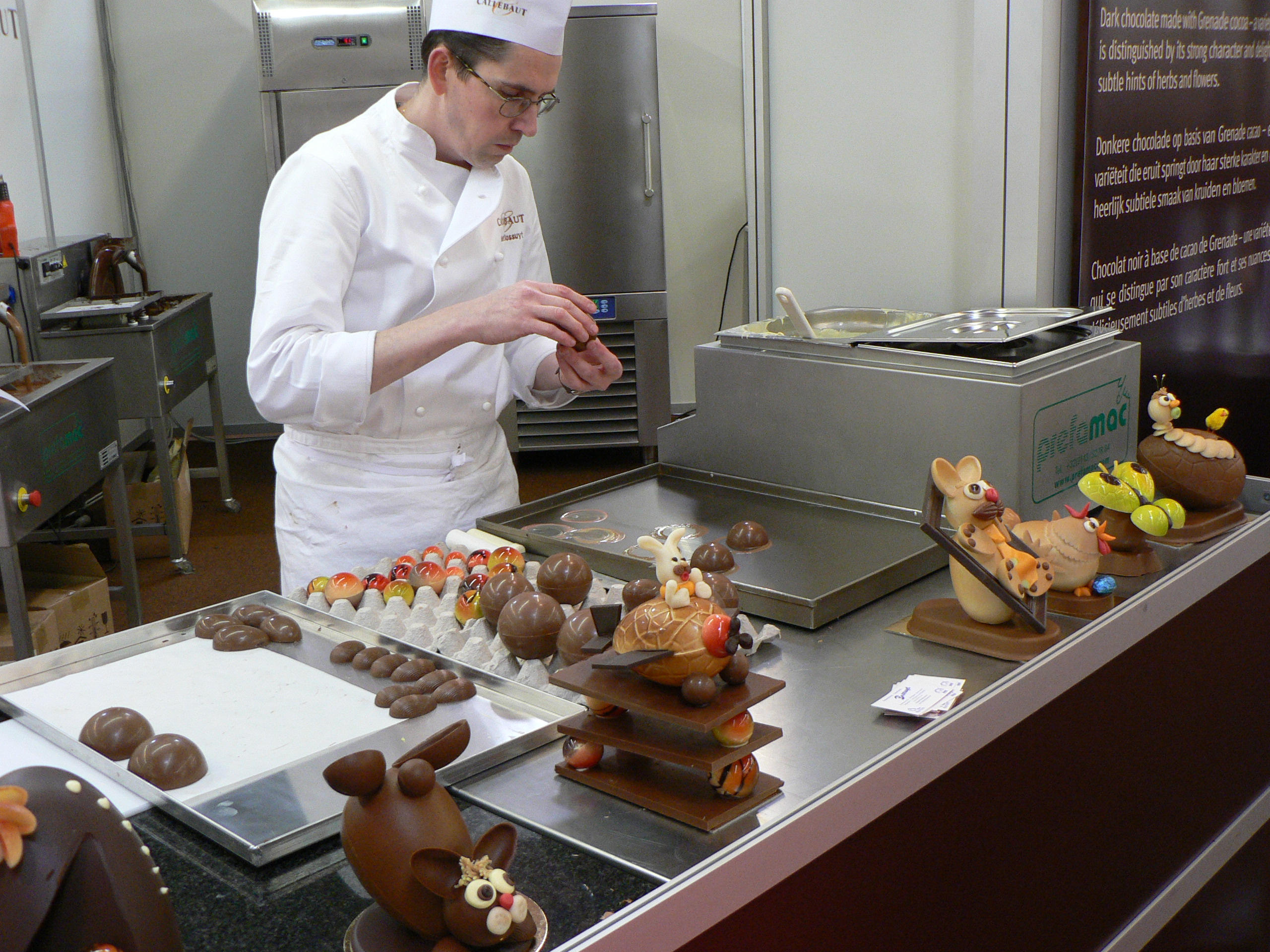
Un ciocolatier care face ouă de ciocolată

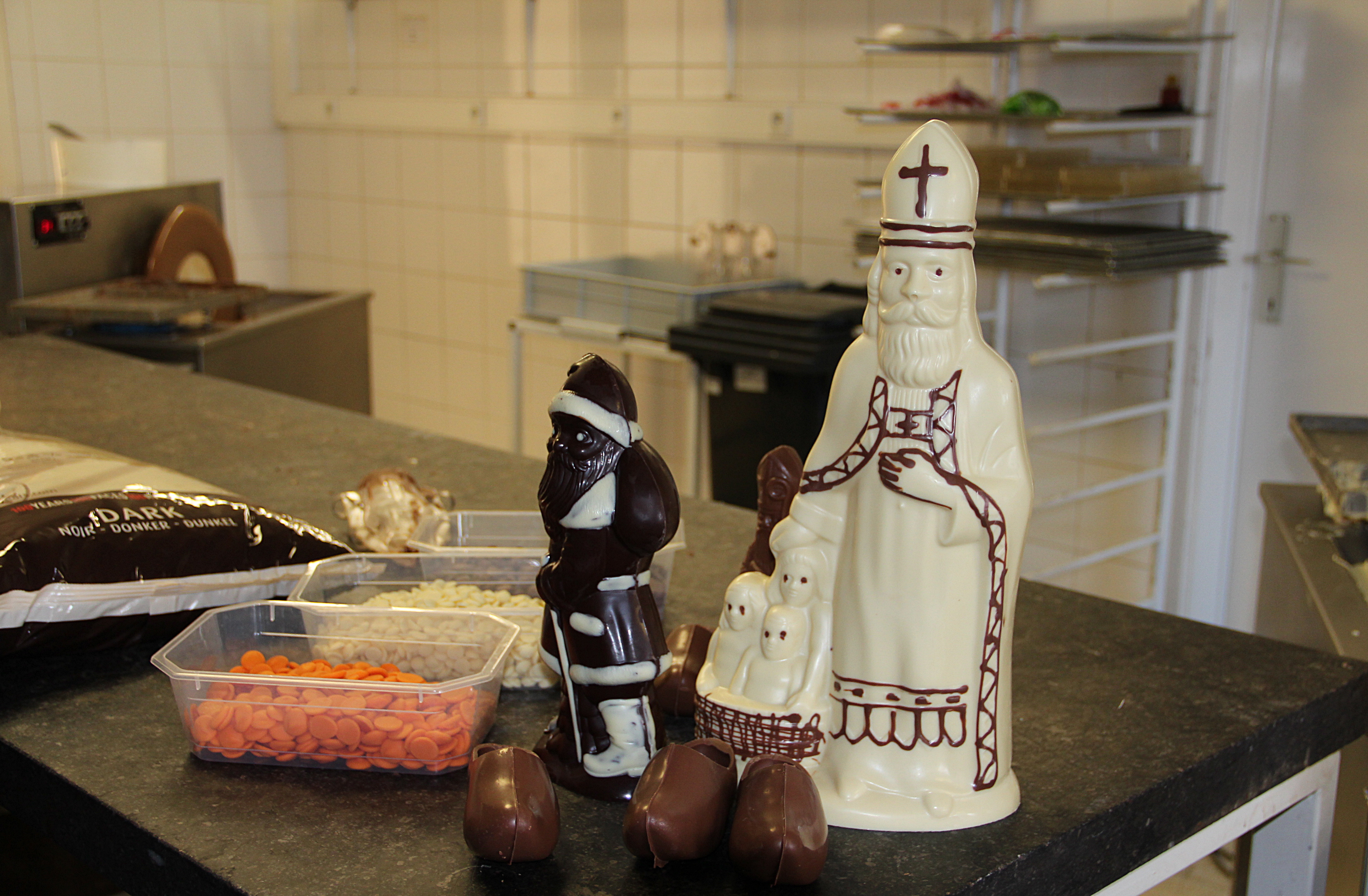
Tipare de ciocolată goale pentru Sfântul Nicolae și sărbătorile de Crăciun

Un ciocolatier  este o persoană sau o societate care produce preparate de cofetărie din ciocolată. Ciocolatierii sunt distincți de factorii de decizie din fabricile  de ciocolată, care creează ciocolată din boabele de cacao și alte ingrediente.

## Educație și formare
În mod tradițional, ciocolatierii, în special în Europa, sunt instruiți prin ucenicie cu alți ciocolatieri. Este acum la fel de comun pentru ciocolatieri de a începe ca bucătari de patiserie sau cofetărie, sau de a participa la formare culinară special pentru a lucra cu ciocolata. Fiind un maestru ciocolatier, implică perfecționarea în arta de a lucra cu ciocolata pentru a crea deserturi, precum și cu pricepere artizanală piese de artă cu ciocolată. Ciocolatierii trebuie să înțeleagă aspectele fizice și chimice ale ciocolatei, nu numai pentru a crea bomboane de ciocolată și alte preparate, dar, de asemenea, pentru a crea sculpturi și piese centrale. Perfecționarea aspectelor tehnice ale designului și dezvoltarea artei aromei necesită mulți ani de practică.

### Școli culinare
Există o varietate de școli culinare și școli de ciocolată de specialitate, inclusiv Ecole Chocolat Professional School of Chocolat Arts în Canada, și Academia de Ciocolată, cu douăsprezece școli din întreaga lume. Institutul Culinar Francez oferă cursuri de patiserie și cofetărie despre care se spune că ajută un ciocolatier să învețe comerțul.
Programe de studiu la astfel de instituții pot include subiecte cum ar fi:
- istoria ciocolatei
- tehnici moderne de cultivare și prelucrare
- chimia aromelor și texturilor ciocolatei
- temperarea ciocolatei, scufundarea, decorarea, și procesul de turnare și altele
- formule de cofetărie pe bază de ganaș și/sau fondant
- abilități de management de afaceri, inclusiv de marketing și de producție